# Win-win
Eine Win-win-Strategie (englisch win für ‚Gewinn‘), auch als Doppelsieg-Strategie oder als Positivsummenspiel bekannt, hat das Ziel, dass alle Beteiligten und Betroffenen einen Nutzen erzielen. Jeder Verhandlungspartner respektiert auch sein Gegenüber und versucht, dessen Interessen ausreichend zu berücksichtigen. Es wird von gleichwertigen Partnern um einen für beide Seiten positiven Interessenausgleich gerungen. Die Auswirkungen auf Dritte sind dabei zu berücksichtigen.
Diese Strategie ist eher auf langfristigen nachhaltigen Erfolg und auf langfristige Zusammenarbeit als auf kurzfristigen Gewinn ausgerichtet.

## Entstehung
Eines der grundlegenden Konzepte der Win-win-Problemlösungen wurde in den 1970er und 80er Jahren an der Harvard-Universität entwickelt, als im Rahmen des Harvard Negotiation Project die Entwicklung verbesserter Verhandlungsmethoden wissenschaftlich untersucht wurde. Die Methode des „sachgerechten Verhandelns“ wurde als Harvard-Konzept bekannt und liegt vielen Ansätzen zur Konfliktlösung wie zum Beispiel der Mediation zugrunde. Sie wurde in ökologischen und bürgerrechtlichen Bewegungen, in politischen Verhandlungen, bei wirtschaftlichen und rechtlichen Problemstellungen und Streitfällen erprobt.

## Einstellung und Haltung hinter der Win-win-Strategie
Wie weit die verschiedenen Beteiligten an einem Konflikt darauf hinarbeiten, am Ende als Gewinner aus einer Auseinandersetzung zu gehen, ist aus der Sicht der Akteure eng mit ihrem Blick auf sich selbst sowie auf die anderen Beteiligten bzw. Betroffenen verbunden. Die dann praktizierte Konfliktstrategie geht mit einem Selbstverständnis und einer Weltsicht einher.
In den Überlegungen der Transaktionsanalyse werden Einstellung und Haltung sich selbst gegenüber sowie anderen gegenüber zu vier Grundeinstellungen  miteinander verbunden. Franklin H. Ernst hat diese in einem grafischen Schema zusammengeführt, das er als ‚OK-Corral‘ (englisch corral für ‚Geviert‘ oder ‚Viereck‘) bezeichnet hat. Entwickelt in den 1960er und 1970er Jahren enthält es im Kern ein zweidimensionales „Ich bin (nicht) okay“-„Du bist (nicht) okay“-Schema. Die Gewinner-Gewinner- bzw. Win-win-Strategie stellt dabei den Idealfall einer Orientierung an einem für alle Parteien positiven Ausgang der Auseinandersetzung dar.
Für die Betrachtung von Konflikten lässt sich das ‚OK-Corral‘ – analog gesetzt – mit dem Blick der Akteure auf sich und die anderen Beteiligten bzw. Betroffenen, gefasst in einem Gewinner-Verlierer-Schema, sowie deren gewählten Konfliktstrategien in Verbindung bringen.
|                                            | Ich als Gewinner „Ich bin okay.“                                                                    | |                                     |
| Andere als Verlierer „Du bist nicht okay.“ | Gewinner-Verlierer (Win-lose) Angreifen / Zwang / Vernichten „Ich bin okay und Du bist nicht okay.“ | Gewinner-Gewinner (Win-win) Verhandeln / Integrieren / Sich einigen „Ich bin okay und Du bist okay.“ | Andere als Gewinner „Du bist okay.“ |
| Andere als Verlierer „Du bist nicht okay.“ | Verlierer-Verlierer (Lose-lose) Vermeiden / Fliehen „Ich bin nicht okay und Du bist nicht okay.“    | Verlierer-Gewinner (Lose-win) Nachgeben / Sich unterwerfen „Ich bin nicht okay und Du bist okay.“    | Andere als Gewinner „Du bist okay.“ |
|                                            | Ich als Verlierer „Ich bin nicht okay.“                                                             | |                                     |

Der Kompromiss als weitere Strategie im Umgang mit Konflikten (im Schema nicht dargestellt) wäre in dessen Mitte anzuordnen, da alle Beteiligten in Teilen als Gewinner und in anderen Teilen als Verlierer aus der Auseinandersetzung hervorgingen.

## Konfliktlösung ohne Verlierer
Win-win lässt sich nur dann erzielen, wenn es gelingt, die Interessen zu artikulieren. Die in einem Konflikt eingebrachten Positionen spiegeln die persönlichen Forderungen und Meinungen wider und sind oft hart umkämpft, da sie mit Emotionen verknüpft sind und sich die Beteiligten mit ihren Positionen identifizieren. Im Extremfall steht Meinung gegen Meinung und Forderung gegen Forderung. Dahinter verbergen sich die eigentlichen Interessen, das, was mit den Positionen erreicht werden soll. Sobald es gelingt herauszufiltern, was hinter Forderungen und Äußerungen steckt, statt sich mit Vordergründigem zu beschäftigen, kann eine sachliche Diskussion darüber geführt werden, welche Lösungsvariante die Interessen aller Beteiligten abdeckt.
Konflikte werden häufig in zwei Varianten gelöst: Entweder setzt sich eine Partei mit ihren Vorstellungen durch oder die Beteiligten finden einen Kompromiss. Beide Fälle stellen Lösungen nach dem „Gewinner-Verlierer-Modell“ dar. Im ersten Fall gibt es einen offensichtlichen Verlierer, im Kompromissfall verliert jeder einen Teil seines als berechtigt empfundenen Anspruches. Demzufolge sind Kompromisse in der weiteren Entwicklung wenig verlässlich. Sie können zu Folgekonflikten, verdeckten Gegenangriffen sowie Einbrüchen in der Motivation bei den Beteiligten führen.
Daneben gibt es den Konfliktausgang, in dem beide Kontrahenten scheitern (Verlierer-Verlierer-Modell), welches nicht selten begrüßt wird, „damit wenigstens auch der andere nichts davon hat“.
Die Wiederaufnahme des Streites bei der nächsten kritischen Gelegenheit wird innerhalb der Soziologie im Rahmen der Tauschtheorie als „antagonistischer Tausch“ behandelt. In der Spieltheorie der Volkswirtschaftslehre ist diese Entwicklung als „Minimax-Prinzip“ bekannt und in der Psychologie als „fauler Kompromiss“ bzw. „Objektwegnahme“ nach Sigmund Freud.
Bei der Win-win-Strategie geht es nicht darum, die eigene Position durchzusetzen oder gezwungenermaßen Abstriche zu machen, sondern eine dauerhafte Lösung zu finden, die von allen Beteiligten getragen und akzeptiert wird. Hier wird eine Situation geschaffen, in der jeder die Wahrnehmung hat, durch diese Lösung etwas zu gewinnen und nicht zu verlieren. Soziologisch wird sie auch als „synagonistischer Tausch“ behandelt, in der Anthropologie lässt sich eine Brücke zu biosoziologisch dem Menschen vorgegebenen Dispositionen schlagen und psychologisch wird eine Win-win-Entscheidung als entlastender Schlusspunkt, als Befriedigung erlebt, die aus der Lösung des Entscheidungsproblems resultiert.
Dabei geht es nicht nur um die Beteiligten, sondern ebenso um die Betroffenen. Wenn die Beteiligten mit einem Gewinn aus dem Konflikt hervorgehen, aber die Betroffenen dabei verlieren, handelt es sich nicht um eine Win-win-Situation. Wenn beispielsweise die Vorstandsmitglieder eines Unternehmens einander hohe Gehälter zugestehen, dies aber bei den Mitarbeitern zu Lohneinbußen oder Kündigungen führt, ist das kein Win-win.

## Vorgehensweise
Kernelement der Win-win-Verhandlung ist die Auseinandersetzung über Interessen und nicht über Positionen oder gar Personen. Dies bedeutet gleichzeitig, dass die Konfliktbeteiligten eine Diskussion auf der „Sachebene“ führen müssen und sich nicht in ihren Ängsten und Befürchtungen, den gegenseitigen Kränkungen und Schuldzuweisungen verwickeln sollten. Gleichzeitig sollen die Erwartungen, das Vertrauen und die Befürchtungen der Beteiligten gewürdigt werden. Die Konfliktbeteiligten müssen, anstatt sich gegenseitig zu bekämpfen, den Konflikt oder „das zu lösende Problem gemeinsam angehen“ und etwaige Vorannahmen durch vertrauensbildende Maßnahmen überwinden.
Zur Anwendung der Win-win-Strategie ist es daher erforderlich, eine Reihe von Kommunikationstechniken zu erlernen, um die typischen Missverständnisse und ein Zurückfallen auf das Streiten um Positionen zu verhindern. Ein wesentliches Element dabei ist zum Beispiel das Vermeiden von verbalen Angriffen, Schuldzuweisungen und Verurteilen der Gegenseite. Eine faire Auseinandersetzung kann durchaus die Bewertung von Argumenten enthalten (siehe Nutzwertanalyse). Es ist allerdings unbedingt erforderlich, sich dabei in den Standpunkt der Konfliktpartner hineinzuversetzen (siehe Empathie), um Abstand zur eigenen Position zu gewinnen, unnötige Konfrontationen zu vermeiden und die Diskussion immer wieder auf eine Auseinandersetzung um die Interessen zu lenken (siehe aktives Zuhören) sowie gezielt nachzufragen und Ich-Botschaften zu geben.
Die eigenen Interessen darzustellen gehört ebenso zu diesen Techniken wie die Trennung von Problemanalyse und Problemlösung und die Gestaltung des Umfeldes der Konfliktgespräche im Ablauf der Gesamtsituation.
Die Autoren des sogenannten Harvard-Konzepts entwickelten in einem Nachtrag zur Darstellung der Methode weitere Techniken für Härtefälle, Grenzfälle und scheiternde Verhandlungen. Diese Methode, die an Win-win angelehnt ist, trennt Person und Thema strikt („Weich zum Menschen und hart in der Sache“). Auch ist es noch möglich, einen Dritten, einen Mediator, zur Konfliktentschärfung einzuschalten. Mitunter wird auf diesem Wege deutlicher, dass die besonderen Eigenschaften eines jeden Menschen es selten erforderlich machen, wirklich gegeneinander zu arbeiten, um „sein“ Ziel zu erreichen bzw. glücklich zu sein. Wer mutig genug ist, das zu machen, was er am besten kann, findet mehr Kooperationspartner als wer nur die Ressourcen des Nachbarn begehrt.

## Beispiel
Wenn man sich über einen Kollegen ärgert, weil er nachlässig ist und Dinge versäumt, kann man klassisch reagieren und ihn deshalb angreifen. Als „Win-win-Stratege“ versucht man dagegen, herauszufinden, „warum“ ist er nachlässig? Hat er privaten Stress? Geht es ihm gesundheitlich nicht gut? Hat er Sorgen, die ihn ablenken? Man kann nachfragen, zuhören, die eigene Betroffenheit thematisieren und gemeinsam Möglichkeiten zur Verbesserung der Situation finden. Wenn man es von dieser Seite versucht, findet kein Angriff statt, der Kollege hat die Möglichkeit, sich zu erklären und man kann womöglich eine Lösung finden, die allen Betroffenen hilft.

## Win-win-Spiel in der Spieltheorie
Obwohl der Begriff Win-win ursprünglich nicht aus der Spieltheorie stammt, hat Christian Rieck 1992 das Prinzip als elementares Spiel formuliert, das die wesentlichen Elemente der Win-win-Situation wiedergibt: Kein originärer Interessengegensatz, aber dennoch die Möglichkeit des Scheiterns einer Kooperation.
Riecks Win-win-Spiel lässt sich als Zweipersonenspiel in der Normalform beispielhaft folgendermaßen darstellen (das Spiel ist so zu lesen, dass die beiden Spieler jeweils die Strategie a oder b zur Verfügung haben; die Auszahlungen, die sie durch das Spiel erhalten, hängen von der Kombination ihrer beiden Strategien ab, also zum Beispiel wenn beide ihre Strategie a wählen, dann erhalten beide 2; dies ist der Wert, der in den Matrixfeldern angegeben ist. Der erste Wert ist die Auszahlung an Spieler 1, der zweite an Spieler 2):
| Spieler 1\Spieler 2 | a     | b     |
| ------------------- | ----- | ----- |
| a                   | (2,2) | (0,0) |
| b                   | (0,0) | (1,1) |

Nur die Lösung, in der beide Spieler a spielen und damit jeweils die Auszahlung 2 erhalten, ist Pareto-effizient. Dennoch ist die klassische spieltheoretische Lösung dieses Spiels nicht eindeutig. Zwar ist die Pareto-effiziente Lösung ein Nash-Gleichgewicht, aber die ineffiziente Auszahlung von (1,1) ist es ebenfalls. Erst die Gleichgewichtsauswahltheorie von John Harsanyi und Reinhard Selten liefert über das Prinzip der Auszahlungsdominanz als eindeutige Lösung dieses Spiels das effiziente Gleichgewicht, in dem beide Spieler die Strategie a spielen.

## Grenzen der Win-win-Strategie

### Auf individueller bzw. auf der Mikro-Ebene
Die Entscheidung für oder gegen eine bestimmte Handlung hängt einerseits von grundlegenden Haltungen und Überzeugungen der handelnden Person ab. Andererseits geht ihr eine Abwägung voraus, was Ziel der Handlung ist und auf welche Weise dieses Ziel zu erreichen sein könnte.
Wie beschrieben kommen Win-win-Strategien dann in Frage, wenn es um Handlungen geht, die mindestens zwei Parteien betreffen. Die Entscheidung für oder auch gegen eine derartige Strategie kann dabei von verschiedenen Faktoren abhängen.
Grundsätzlich sind Win-win-Strategien wie z. B. die Suche nach einer einvernehmlichen Lösung in einem Konfliktfall mit einem höheren zeitlichen und unter Umständen auch persönlichen Aufwand verbunden als ein kurzfristiges Durchsetzen einer Entscheidung (Win-lose) oder das schlichte Hinnehmen einer unerwünschten Entscheidung (Lose-win). Sind die Fragen im Verhältnis zum Aufwand nicht wichtig genug oder haben die Entscheidungen keine langfristige Folgen, stellt der Mehraufwand eine erste praktische Grenze dar. Ähnliches gilt für Fälle, in denen kurzfristige Entscheidungen notwendig sind.
Auch die aktuelle Verfassung der handelnden Personen kann Win-win-Strategien Grenzen setzen, wenn diese nicht die nötige Energie für ein solches Vorgehen aufbringen können oder unter besonderem Stress stehen. Ähnliches gilt für massive akute Spannungen im Verhältnis der beteiligten Parteien, falls die Situation nicht wieder beruhigt werden kann oder Außenstehende Lösungen im Sinne von Win-win-Strategien unterstützen können.
Eine wichtige Rolle bei der Anwendung von Win-win-Strategien spielt das Kräfteverhältnis zwischen den beteiligten Parteien. Ist die Macht zwischen den Verhandlungspartnern sehr unproportional verteilt, ist es für die schwächere Seite nur bedingt aussichtsreich, auf dem Verhandlungsweg eine einvernehmliche Regelung einer strittigen Frage erreichen zu wollen. Umgekehrt ist es durchaus wahrscheinlich, dass die stärkere Seite wenig Interesse an einer Verhandlungslösung hat. Für sie ist es aufwändiger, eine Win-win-Lösung zu suchen, als ihre Entscheidung der schwächeren Seite aufzuzwingen. Wo allerdings ein Interesse an den anderen Parteien und eine grundsätzliche Wertschätzung für diese Personen besteht, könnte auch ein Interesse an einer Win-win-Lösung auf Augenhöhe bestehen.
Generell tragen Win-win-Strategien dazu bei, die persönlichen Beziehungen der Beteiligten zu stärken. Gerade in Situationen, in denen eine aktive Mitwirkung aller Beteiligten wichtig ist oder langfristig tragfähige Lösungen gesucht werden, sind sie nützlich. Kommt auch nur eine der beteiligten Parteien zu der Einschätzung, dass dies nicht notwendig oder nicht gewollt ist, kann das eine weitere Grenze für den Einsatz von Win-win-Strategien darstellen.

### Der Einfluss von Gruppen und Gesellschaft
Neben personen- oder situationsbezogenen Faktoren kann auch der soziale Kontext der handelnden Personen mit seinen Wertvorstellungen und Gepflogenheiten Win-win-Strategien Grenzen setzen. Eine starke Konkurrenz zwischen Personen oder Gruppen begünstigt Win-lose-Strategien anstelle von Win-win-Ansätzen.
In klassischen Mangel-Szenarien, im Vertrieb oder bei der politischen Einflussnahme von den dominierenden Parteien wird der Ansatz häufig bewusst nicht angewendet, um sich ein Revier, Freizeit, Einfluss auf Ressourcen oder den eigenen Arbeitsplatz zu erhalten.
Mitunter bewegen sich Firmen oder Familien in einer Atmosphäre der kultiviert verdeckten Feindseligkeit mit großer Freude am „Gewinner-Verlierer-Prinzip“. Dabei ist die Kommunikation davon geprägt, den eigenen Einfluss auf Kosten persönlicher Defizite eines Konkurrenten zu vergrößern (siehe auch Sozialdarwinismus und induktive Argumentation).
Gerade in leistungsorientierten Gesellschaftsschichten, an manchen Gymnasien und Hochschulen und bei der Suche nach einem Arbeitsplatz oder der Verteidigung desselben soll der Wettbewerber oder Kollege nicht ebenfalls gewinnen. Beförderungen, die nach Leistung vergeben werden, reizen Teilnehmer in einer Teambesprechung zur Demontage der Person eines Gegenüber. Das Bild des gewieften Verkäufers, der seinem Kunden zwar „das Beste“ wünscht, aber seine Anwälte damit beschäftigt, die AGB so zu formulieren, dass der Kunde aus dem Vertrag möglichst schwer herauskommt, stützt diese These.

### Grenzen im Verlauf von sozialen Interaktionen und Konflikten
Auch die Dynamik sozialer Interaktion kann einem Ausgang im Sinne eines Win-win entgegenstehen. Konflikte können eskalieren, auch wenn man um diese Gefahren und die Mechanismen dahinter weiß und entsprechend vorsichtig agiert. Eine Win-win-Lösung kann dann schnell außer Reichweite geraten.
Keine soziale Situation lässt sich derart kontrollieren, dass nicht Unvorhergesehenes passiert oder Einflüsse hineinwirken, die alles Bemühen zum Scheitern bringen.

## Sonstiges
- „Win-Win“ ist das Liechtensteiner Wort des Jahres 2014.